# 1976 w literaturze
Wydarzenia literackie w 1976 roku.

## Wydarzenia
- zagraniczne
  - Założono w Hiszpanii dziennik El País.
  - Założono we Włoszech dziennik La Repubblica.
  - Po raz pierwszy wręczono Nagrodę Cervantesa.
  - w Skopju ukazał się pierwszy przekład Lalki na język macedoński.

## Proza beletrystyczna i literatura faktu

### Język polski
- Janusz Anderman – Zabawa w głuchy telefon (Spółdzielnia Wydawnicza „Czytelnik”)[1]
- Jerzy Andrzejewski – Teraz na ciebie zagłada(Spółdzielnia Wydawnicza „Czytelnik”)[2]
- Mirosław Azembski – Wiraże nad Sekwaną (Wydawnictwo Iskry)[3]
- Miron Białoszewski – Szumy, zlepy, ciągi (Państwowy Instytut Wydawniczy)[4]
- Marian Brandys – Koniec świata szwoleżerów, T. 4
- Olgierd Budrewicz
  - Kontynent pełen wody (Krajowa Agencja Wydawnicza)[5]
  - My z Warszawy
  - Świat dozwolony do 18 lat
  - Zupełnie jak w kinie
- Jan Drzeżdżon – Oczy diabła
- Wojciech Dworczyk – Pasja włóczęgi
- Kazimierz Dziewanowski – Złoto piasków
- Elżbieta Dzikowska – Niełatwo być Indianinem
- Anna Frajlich – Aby świat namalować
- Marian Grześczak – Odyseja, odyseja
- Wiesław Górnicki
  - Wielki świat. Ze wspomnień snoba-katorżnika
  - Zanim zaczną rządzić maszyny
- Jarosław Iwaszkiewicz – Petersburg
- Tadeusz Konwicki – Kalendarz i klepsydra
- Stanisław Lem
  - Katar
  - Maska
- Aleksander Minkowski
  - Kocur i ja (Wydawnictwo „Nasza Księgarnia”)[6]
  - Vanesca z hotelu "Manhattan" (Państwowy Instytut Wydawniczy)[7]
- Zbigniew Safjan – Pole niczyje
- Stefan Kisielewski – Ludzie w akwarium (pod pseud. „T. Staliński”)
- oprac. Krystyna Goldbergowa, Zbigniew Stolarek – Klucze do zdarzeń. Wybór reportaży z Polski i o Polsce (antologia wybranych reportaży polskich z lat 1944-1974; Państwowe Wydawnictwo Iskry)
- Ryszard Kapuściński – Jeszcze dzień życia (Spółdzielnia Wydawnicza „Czytelnik”)
- Tadeusz Zimecki – Australia kusząca obietnicą

#### Tłumaczenia
- Ota Pavel – Śmierć pięknych saren (Smrt krásných srnců; Jak jsem potkal ryby)
- N. Scott Momaday – Dom utkany ze świtu (House made of dawn), przeł. Jadwiga Milnikiel (Książka i Wiedza)[8]

### Inne języki
- Jeffrey Archer – Co do grosza (Not a penny more, not a penny less)
  - Agatha Christie – Uśpione morderstwo (Sleeping Murder)
  - Nicola Chiaromonte
  - Scritti politici e civili
  - Scritti sul teatro
- Thomas Bernhard – Suterena: Wyzwolenie
- John Braine – Waiting for Sheila
- Alex Haley – Korzenie (Roots: The Saga of an American Family)
- Frank Herbert – Dzieci Diuny
- James Herriot – Weterynarze mogą latać (Vets Might Fly)
- Bohumil Hrabal – Adagio lamentoso (Adagio lamentoso)
- Ross Macdonald – Błękitny młoteczek (The Blue Hammer)
- Frederik Pohl – Człowiek plus (Man Plus)
- Manuel Puig – Pocałunek kobiety-pająka (El beso de la mujer araña)
- Anne Rice – Wywiad z wampirem (Interview with the Vampire)
- Aleksandr Sołżenicyn – Lenin w Zurychu
- Paweł Weżinow – Bariera (Бариерата)
- Kate Wilhelm – Gdzie dawniej śpiewał ptak (Where Late the Sweet Birds Sang)

## Eseje, szkice i felietony

### Język polski
- Kazimierz Koźniewski – Historia co tydzień. Szkice o tygodnikach społeczno-kulturalnych

## Dramaty

### Język polski
- Helmut Kajzar
  - Ciąg dalszy
  - Samoobrona (Magiczny manifest, 1975)

### Inne języki
- Pavel Kohout – Ruleta

## Poezje

### Język polski
- Marianna Bocian – Proste nieskończone
- Władysław Łazuka – Przejdę sad
- Andrzej Mandalian – Krajobraz z kometą
- Jarosław Markiewicz – W ciałach kobiet wschodzi słońce
- Wisława Szymborska – Wielka liczba
- Andrzej Więckowski – Gniazdo

### Inne języki
- Paul Celan – Zagroda czasu  (Zeitgehöft, pośm.)
- Chrisopher Reid – Arcadia

## Prace naukowe

### Język polski

#### Pierwsze wydania
- Juliusz K. Palczewski – Utopista bez złudzeń : Herbert George Wells (Spółdzielnia Wydawnicza „Czytelnik”)[9]

#### Tłumaczenia
- René Wellek, Robert Penn Warren – Teoria literatury, przeł. J. Krycki

## Urodzili się
- 4 marca — Kristof Magnusson, islandzko-niemiecki pisarz i tłumacz
- 5 kwietnia – Marcin Mortka, polski pisarz fantasy
- 4 maja – Gail Carriger, amerykańska autorka fantastyki
- 27 maja – Aneta Kamińska, polska poetka i tłumaczka literatury ukraińskiej
- 5 lipca – Claudia Salazar Jiménez, peruwiańska pisarka, redaktorka i wykładowczyni
- 11 sierpnia – Magdalena Witkiewicz, polska pisarka
- 18 września – Marek Stelar, polski pisarz
- 11 października – Jessica Day George, amerykańska pisarka dla dzieci i młodzieży
- 12 listopada – Richelle Mead, amerykańska pisarka fantasy
- 28 grudnia – Anna Kańtoch, polska pisarka
- Dagmara Andryka, polska pisarka
- Kristin Cashore, amerykańska pisarka dla młodzieży
- Bora Chung, koreańska pisarka
- Ken Liu, amerykański pisarz i tłumacz
- Eimear McBride, irlandzka pisarka
- Wit Szostak, polski pisarz

## Zmarli
- 12 stycznia – Agatha Christie, angielska pisarka (ur. 1890)
- 26 stycznia – Witold Doroszewski, polski językoznawca (ur. 1899)
- 30 stycznia – Stefan Otwinowski, polski prozaik, dramatopisarz i publicysta (ur. 1910)
- 28 lutego – Józef Wittlin, polski poeta, prozaik i tłumacz (ur. 1896)
- 7 marca – Tove Ditlevsen, duńska poetka i prozaiczka (ur. 1917)
- 22 marca – Malka Lee, amerykańska poetka żydowskiego pochodzenia, autorka wspomnień (ur. 1904)
- 28 kwietnia – Eugen Roth, niemiecki poeta, nowelista i humorysta (ur. 1895)
- 19 maja – Julian Krzyżanowski, polski historyk literatury i folklorysta (ur. 1892)
- 7 czerwca – Michaś Maszara, białoruski poeta (ur. 1902)
- 3 lipca – Alexander Lernet-Holenia, austriacki pisarz, poeta, i historyk (ur. 1897)
- 4 lipca – Antoni Słonimski, polski pisarz i felietonista (ur. 1895)
- 9 sierpnia – José Lezama Lima, kubański poeta, prozaik i eseista (ur. 1910)
- 25 sierpnia – Eyvind Johnson, szwedzki pisarz, noblista (ur. 1900)
- 29 sierpnia – Kazi Nazrul Islam, banglijski poeta, muzyk i rewolucjonista (ur. 1899)
- 30 sierpnia – Jozef Brandobur, słowacki tłumacz i publicysta (ur. 1908)
- 2 września – Stanisław Grochowiak, polski poeta, dramatopisarz i publicysta (ur. 1934)
- 7 września – Daniel F. Galouye, amerykański pisarz (ur. 1920)
- 10 września – Dalton Trumbo, amerykański scenarzysta, reżyser i pisarz (ur. 1905)
- 20 października – Janusz Grabiański, polski ilustrator (ur. 1929)
- 25 października – Raymond Queneau, francuski pisarz i poeta (ur. 1903)
- 6 listopada – Václav Čtvrtek, czeski pisarz dla dzieci (ur. 1911)
- 13 listopada – Konrad Eberhardt, polski krytyk literacki, eseista, tłumacz (ur. 1931)
- 23 listopada – André Malraux, francuski pisarz, eseista (ur. 1901)
- 31 grudnia – Elżbieta Jackiewiczowa, polska pisarka (ur. 1902)

## Nagrody
- Nagroda Nobla – Saul Bellow
- Nagroda Kościelskich – Bolesław Kobrzyński, Ryszard Krynicki, Bogdan Madej, Joanna Pollakówna
- Nagroda Bookera – David Storey(inne języki) za Saville
- Nagroda Cervantesa – Jorge Guillén